# Val Poschiavo

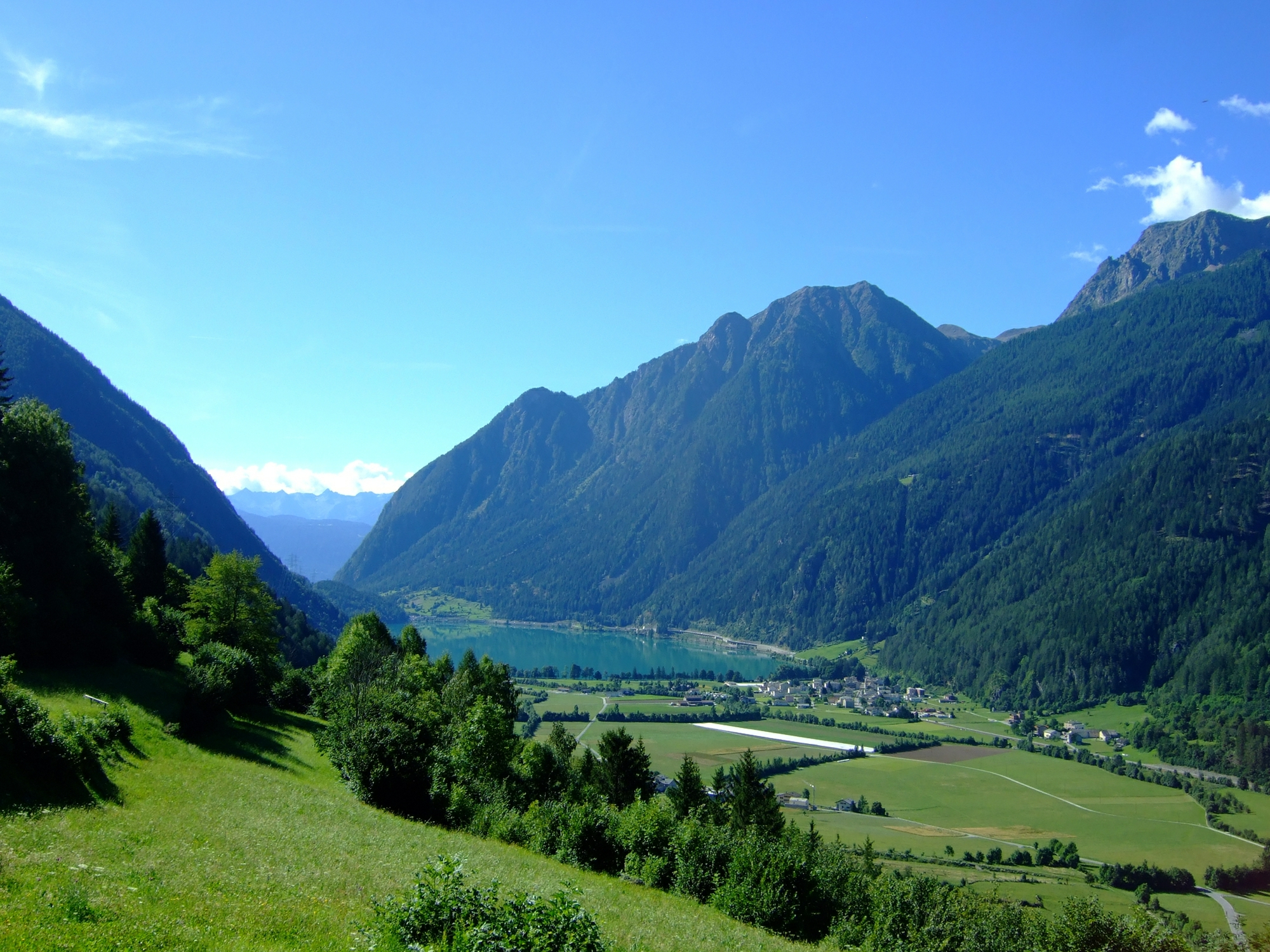
Sjön Lago di Poschiavo, belägen i nedre delen av Val Poschiavo.

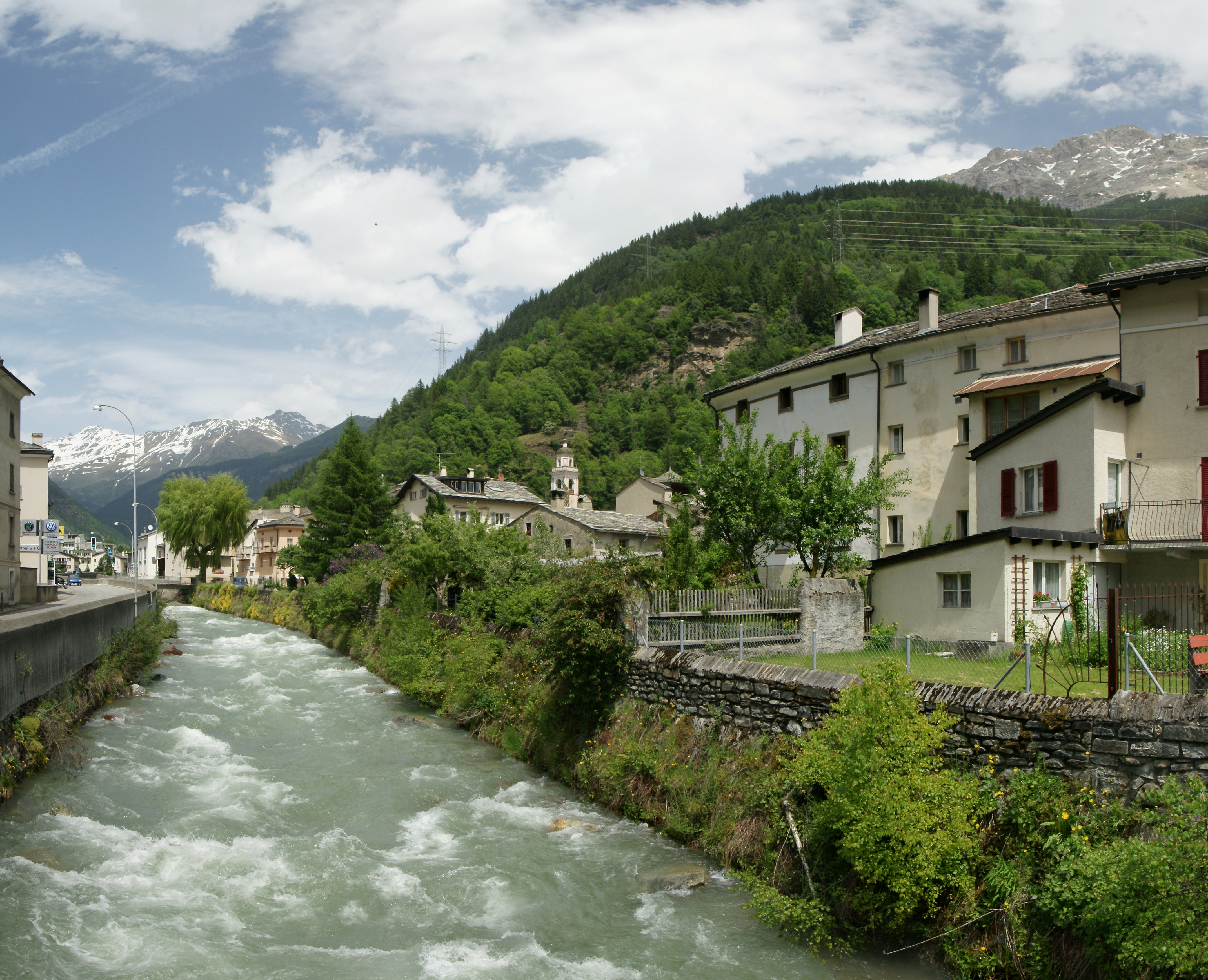
Floden Poschiavino i höjd med samhället Poschiavo.

Val Poschiavo är en dal i kantonen Graubünden, i södra Schweiz. Den ligger på sydsidan av Alperna och är en del av "Grigioni italiano" (italienskspråkiga Schweiz). Till vardags talar de flesta av invånarna den lokala lombardiska dialekten. 
Dalen är 25 kilometer lång, och genomflyts av floden Poschiavino. Högsta punkten vid Berninapasset ligger 2300 meter över havet, lägsta punkten vid gränsen mot Italien är 550 m ö.h.
Administrativt  motsvaras Val Poschiavo av regionen Bernina, med 4 653 invånare, och vars huvudort är Poschiavo.

## Sevärdheter

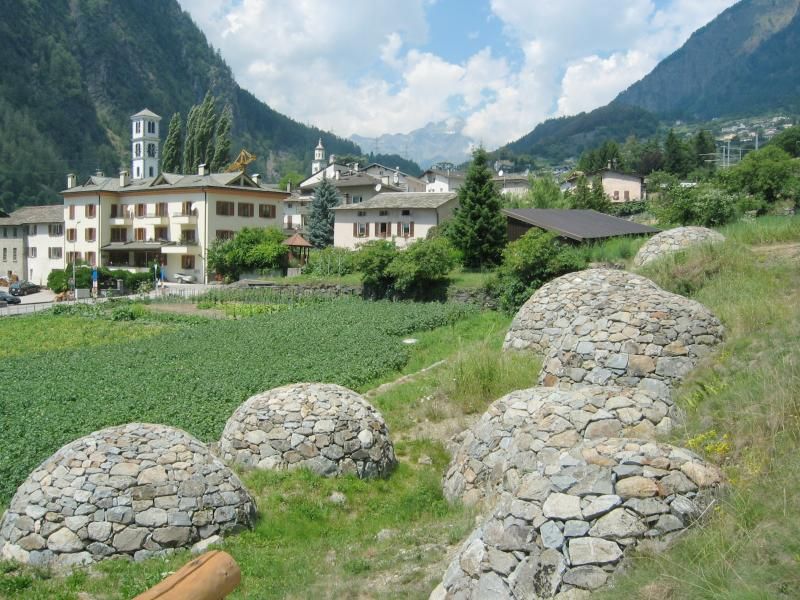
Crot i Brusio.

En av de största turistattraktionerna är den 1910 färdigställda Berninabanan. Det är en järnvägslinje som förbinder dalen med Sankt Moritz i norr och den italienska staden Tirano i söder, och är uppsatt på Unescos världsarvslista.

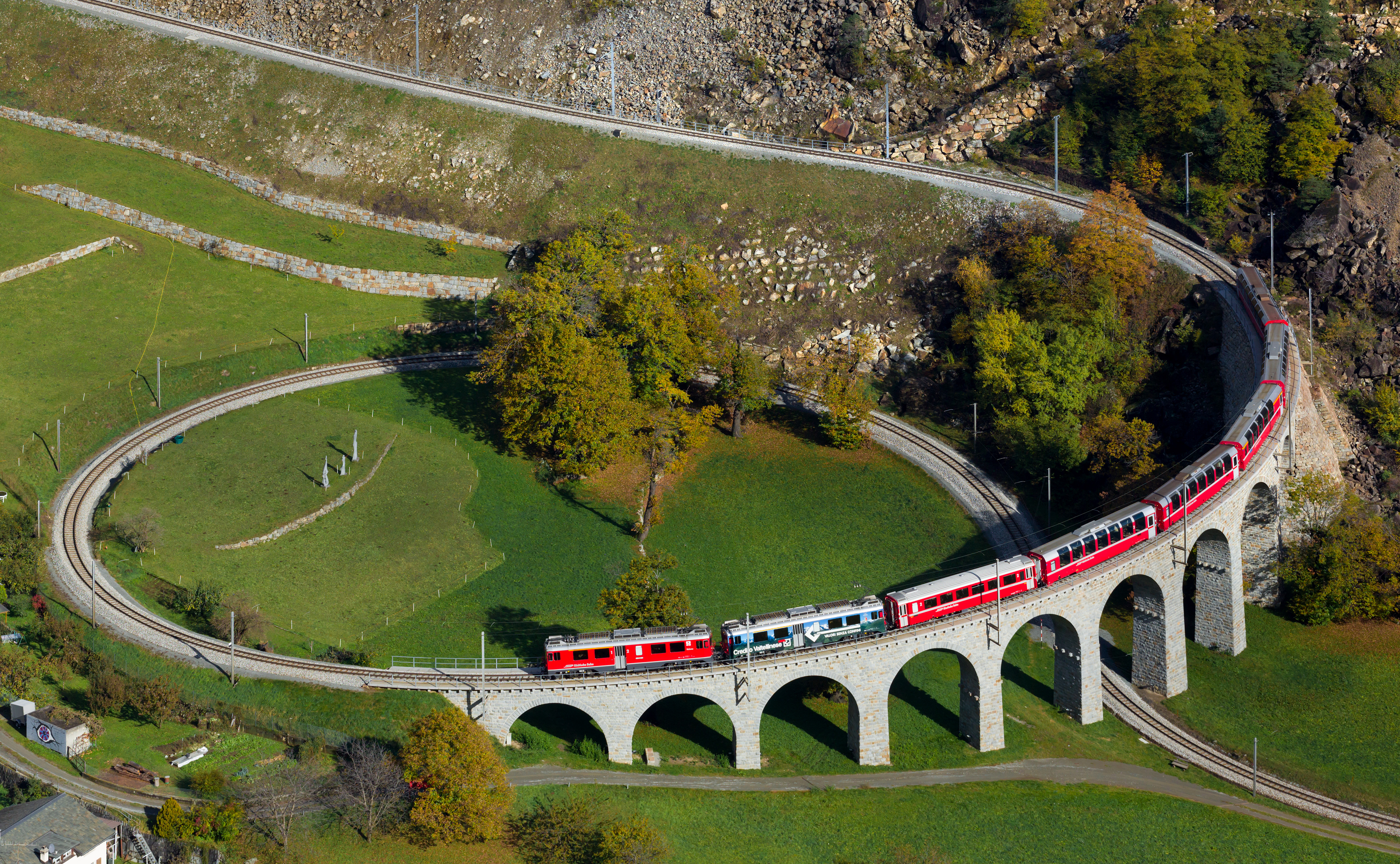
Berninabanan i Brusio.

I Val Poschiavo finns en säregen tradition att bygga en sorts kupolformade matkällare som kallas crot.

## Historia
Dalen anslöt sig till Gotteshausbund (italienska Lega Caddea) år 1408, och kom därmed att dela historia med de senare förenade Drei Bünde (Tre Leghe), alltså nuvarande Graubünden. 
Tack vare Die Ilanzer Artikel från 1526 fick reformerta flyktingar undan den italienska inkvisitionen ett särskilt skydd i Graubünden. I Till Val Poschiavo kom de första av dessa flyktingar 1547. De grundade nya församlingar i Poschiavo och Brusio, till  vilka en stor del av befolkningen anslöt sig. Efter ett tag uppstod spänningar mellan de två konfessionella grupperna, På 1620-talet utsattes de reformerta för förföljelser, och som en del av det så kallade Sacro macello blev 27 av dem mördade i Brusio av en katolsk upprorshär från Valtellina, till vilket även en del av den lokala katolska befolkningen gav bistånd. Ett beslut på förbundsnivå 1642 yrkade på samexistens och lika rättigheter för respektive trosinriktning.
Spänningarna levde dock kvar och var orsak till att dalen har burit öknamnet "Schweiziska Nordirland". Först på 1970-talet klingade motsättningarna av. På grund av utvandring har andelen reformerta numera sjunkit från en fjärdedel till en tiondel.